# Diego Alvarado
Diego Jesús Alvarado Rodríguez (La Florida, Chile, 20 de noviembre de 1991) es un exfutbolista chileno. Jugaba de delantero.

## Clubes
| Club                  | País      | Año       |
| --------------------- | --------- | --------- |
| Unión San Felipe      | Chile     | 2009-2010 |
| Trasandino            | Chile     | 2010      |
| Deportes Temuco       | Chile     | 2011-2012 |
| Unión San Felipe      | Chile     | 2013-2014 |
| Coquimbo Unido        | Chile     | 2014-2015 |
| Deportes Puerto Montt | Chile     | 2015-2016 |
| Magallanes            | Chile     | 2016-2017 |
| Curicó Unido          | Chile     | 2017      |
| Cobreloa (Cesión)     | Chile     | 2018      |
| San Luis de Quillota  | Chile     | 2019-2020 |
| Aragua Fútbol Club    | Venezuela | 2020      |
| Santiago Morning      | Chile     | 2020      |
| San Antonio Unido     | Chile     | 2021      |
| Deportes Melipilla    | Chile     | 2021-2022 |